# Anna Marie Valentien

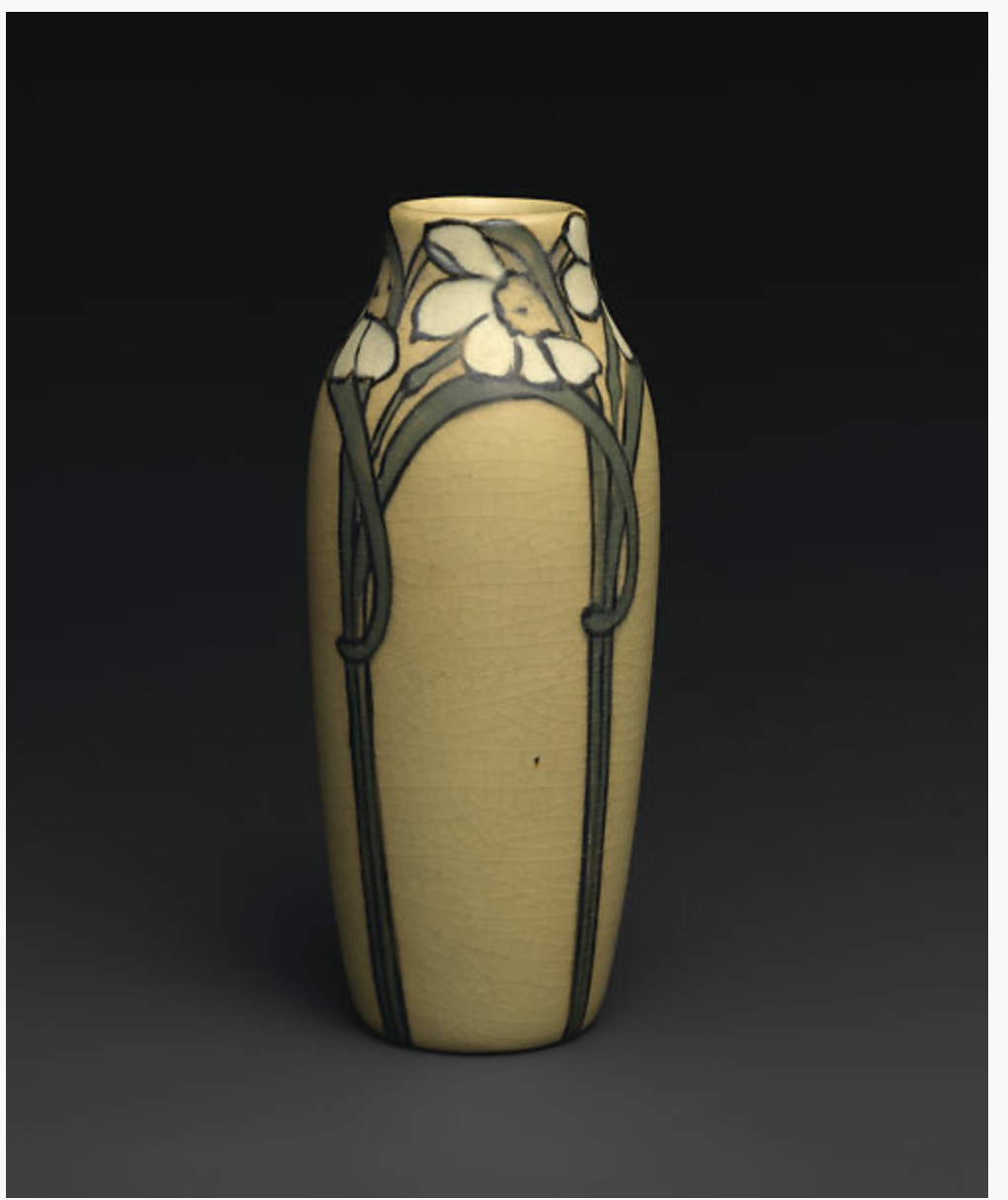
Anna Marie Valentien: Vase mit Narzissen, 1906, Rookwood Pottery Company. Metropolitan Museum of Art

Anna Marie Valentien, geb. Buchdrucker (* 27. Februar 1862 in Cincinnati, Ohio; † 25. August 1947 in San Diego, Kalifornien) war eine US-amerikanische Bildhauerin, Keramikerin, Malerin und Kunstpädagogin. Sie war eine bedeutende Vertreterin der Arts-and-Crafts-Bewegung in den Vereinigten Staaten.

## Leben
Annas Eltern, Karl und Magdalene Buchdrucker (die sich später Bookprinter nannten), wanderten 1848 aus Deutschland aus und ließen sich in Cincinnati nieder. Anna Marie wurde 1862 in Cincinnati geboren. Anna absolvierte zunächst ein Studium an der McMichen University School of Design und arbeitete später mit dem Holzschnitzer Benn Pitman zusammen. Im Jahr 1884 nahm sie eine Stelle bei der Rookwood Pottery an und lernte dort Albert Valentien kennen, den sie 1887 heiratete. Während ihrer Tätigkeit für Rookwood Pottery setzte Anna Marie Valentien ihr Studium an der Cincinnati Art Academy fort, wo sie unter anderem von Frank Duveneck unterwiesen wurde. Darüber hinaus belegte sie Kurse in Bildhauerei bei Louis T. Rebisso und hatte Solon Borglum als Klassenkameraden.

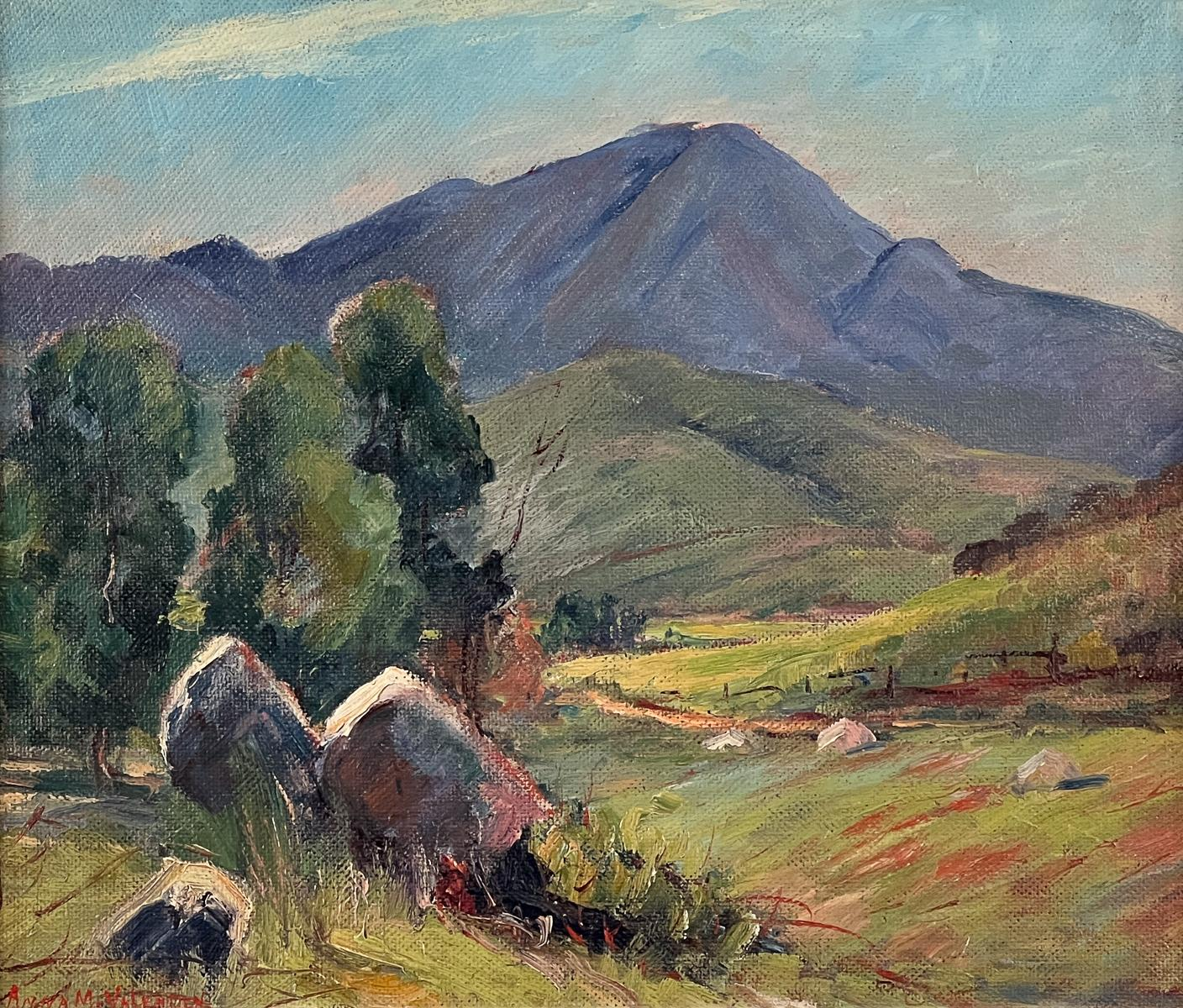
Anna Marie Valentien: Mountain Landscape

Für die Chicagoer Ausstellung von 1893 modellierte Anna Valentien eine lebensgroße Figur der Ariadne, die von der Kritik sehr gelobt wurde. Ihre Arbeiten wurden weiterhin mit Preisen ausgezeichnet, darunter eine Goldmedaille auf der Atlanta-Ausstellung von 1895 für eine lebensgroße Hero, die auf Leander wartet. Im Jahr 1899 folgte sie ihrem Mann nach Europa und schrieb sich an der Académie Colarossi bei Jean-Antoine Injalbert ein. Ihr wurde die Ehre zuteil, dass eines ihrer Werke, ein Bronzereliefporträt ihres Mannes (heute in der Sammlung der San Diego Historical Society), für den Pariser Salon von 1900 angenommen wurde. Im Jahr 1908 zog Anna Valentien nach San Diego und widmete sich neben der Bildhauerei auch dem Kunsthandwerk. Sie und Albert betrieben für eine kurze Zeit eine Töpferfirma, für die Anna einige Skulpturen herstellte. Ab 1914 begann Anna eine Lehrtätigkeit, die auch Unterricht in Kunsthandwerk und schließlich auch in Bildhauerei umfasste. Ihr wichtigster Schüler war Donal Hord, der bei ihr seine erste professionelle Ausbildung erhielt.
Auf der Panama-California Exposition in San Diego im Jahr 1915 wurde Anna Valentien für ihre kunsthandwerkliche Ausstellung, die Töpferwaren, Leder, Schmuck, Porzellan und Skulpturen umfasste, mit einer Goldmedaille ausgezeichnet. Im darauffolgenden Jahr wurde sie auf der Panama-Pacific International Exposition mit zwei Goldmedaillen ausgezeichnet, eine für eine Bildhauerbüste und die zweite für ein weiteres Kunsthandwerksexponat.